# Johanna ter Steege
Johanna ter Steege (Wierden, 10 maggio 1961) è un'attrice olandese.

## Biografia
Vinse un European Film Award per il ruolo di Saskia Wagter nel suo film di debutto Il mistero della donna scomparsa. È nota anche per le sue partecipazioni nei film Vincent & Theo (1990, nel ruolo della cognata di Vincent van Gogh, Johanna Bonger) di Robert Altman, Tentazione di Venere (1991) e Dolce Emma, cara Bobe (1992) di István Szabó, Paradise Road (1997) di Bruce Beresford, e per il ruolo di Johanna van Beethoven, cognata del compositore Ludwig, nella pellicola Amata immortale (1994) di Bernard Rose.

## Filmografia parziale
- Il mistero della donna scomparsa (The Vanishing), regia di George Sluizer (1988)
- Vincent & Theo, regia di Robert Altman (1990)
- Tentazione di Venere (Meeting Venus), regia di István Szabó (1991)
- Dolce Emma, cara Bobe (Sweet Emma, Dear Böbe), regia di István Szabó (1992)
- Amata immortale (Immortal Beloved), regia di Bernard Rose
- Paradise Road, regia di Bruce Beresford
- Istanbul, regia di Ferenc Török (2011)
- Achtste Groepers Huilen Niet, regia di Dennis Bots (2012)
- To Life, regia di Jean-Jacques Zilbermann (2014)
- History's Future, regia di Fiona Tan (2016)